# Лукино (Расловское сельское поселение)
Лукино — деревня в Расловском сельском поселении Судиславского района Костромской области России.

## География
Деревня расположена у речки Дорожайки.

## История
Согласно Спискам населенных мест Российской империи в 1872 году деревня относилась к 2 стану Костромского уезда Костромской губернии. В ней числилось 3 двора, проживало 20 мужчин и 9 женщин.
Согласно переписи населения 1897 года в деревне проживало 63 человека (27 мужчин и 36 женщин).
Согласно Списку населенных мест Костромской губернии в 1907 году деревня относилась к Шишкинской волости Костромского уезда Костромской губернии. По сведениям волостного правления за 1907 год в ней числилось 13 крестьянских дворов и 70 жителей. Основными занятиями жителей деревни, помимо земледелия, были извоз и работа пекарями.
До муниципальной реформы 2010 года деревня также входила в состав Расловского сельского поселения Судиславского района.

## Население
| Численность населения |      |      |      |
| Год                   | 1877 | 1897 | 1907 |
| Жителей               | 29   | 63   | 70   |
| Крестьянских дворов   | 3    | —    | 13   |

| 1872 | 1897 | 1907 | 2008 | 2010 | 2014 |
| ---- | ---- | ---- | ---- | ---- | ---- |
| 29   | ↗63  | ↗70  | ↘0   | ↗11  | ↘0   |

## Комментарии
1. ↑  В числившийся в той же волости усадьбе Лукино, находившийся в 27 верстах от Костромы, имелся 1 двор и 5 жителей.